# 菲希特尔山区巴特贝内克
菲希特尔山区巴特贝内克（德語：Bad Berneck im Fichtelgebirge，官方拼写为，發音：[baːt ˈbɛʁnɛk ʔɪm ˈfɪçtl̩ɡəˌbɪʁɡə] ⓘ）是德国巴伐利亚州上弗兰肯行政区拜罗伊特县的城市，面积38.26平方千米，2023年12月31日人口为4,526人。2019年1月1日，非建制地区戈尔德克罗纳赫森林解散，其中4.7平方千米的土地并入菲希特尔山区巴特贝内克。